# Alba Berlin Basketballteam 2021-2022
Questa voce raccoglie le informazioni riguardanti l'Alba Berlin Basketballteam nelle competizioni ufficiali della stagione 2021-2022.

## Stagione
La stagione 2021-2022 dell'Alba Berlin Basketballteam è la 31ª nel massimo campionato tedesco di pallacanestro, la Basketball-Bundesliga.

## Roster
Aggiornato al 28 luglio 2021.
| Alba Berlin 2021-22 | Alba Berlin 2021-22 |
| Giocatori           | Staff tecnico       |
| ------------------- | ------------------- |

| N. | Naz.                   | Ruolo | Nome              | Anno | Alt.   | Peso   |  |
| -- | ---------------------- | ----- | ----------------- | ---- | ------ | ------ |  |
| 0  | Germania (bandiera)    | P     | Maodo Lô          | 1992 | 191 cm | 82 kg  |  |
| 1  | Germania (bandiera)    | AG    | Oscar da Silva    | 1998 | 206 cm | 104 kg |  |
| 2  | Germania (bandiera)    | P     | Nils Machowski    | 2004 | 190 cm | 75 kg  |  |
| 3  | Stati Uniti (bandiera) | P     | Jaleen Smith      | 1994 | 193 cm | 93 kg  |  |
| 6  | Germania (bandiera)    | G     | Malte Delow       | 2001 | 197 cm | 84 kg  |  |
| 8  | Svezia (bandiera)      | AP    | Marcus Eriksson   | 1993 | 201 cm | 87 kg  |  |
| 9  | Germania (bandiera)    | G     | Jonas Mattisseck  | 2000 | 192 cm | 84 kg  |  |
| 10 | Germania (bandiera)    | AG    | Tim Schneider     | 1997 | 208 cm | 108 kg |  |
| 11 | Germania (bandiera)    | AG    | Rikus Schulte     | 2004 | 200 cm | 87 kg  |  |
| 16 | Croazia (bandiera)     | C     | Krešimir Nikić    | 1999 | 213 cm | 104 kg |  |
| 19 | Germania (bandiera)    | AP    | Louis Olinde      | 1998 | 205 cm | 87 kg  |  |
| 21 | Ciad (bandiera)        | C     | Christ Koumadje   | 1996 | 221 cm | 122 kg |  |
| 25 | Germania (bandiera)    | PG    | Elias Rapieque    | 2004 | 200 cm | 90 kg  |  |
| 32 | Germania (bandiera)    | AC    | Johannes Thiemann | 1994 | 206 cm | 102 kg |  |
| 43 | Stati Uniti (bandiera) | AG    | Luke Sikma (C)    | 1989 | 202 cm | 107 kg |  |
| 44 | Serbia (bandiera)      | PG    | Stefan Peno       | 1997 | 194 cm | 91 kg  |  |
| 45 | Israele (bandiera)     | P     | Tamir Blatt       | 1997 | 184 cm | 82 kg  |  |
| 50 | Israele (bandiera)     | GA    | Yovel Zoosman     | 1998 | 200 cm | 90 kg  |  |
| 55 | Stati Uniti (bandiera) | C     | Ben Lammers       | 1995 | 208 cm | 103 kg |  |

| Allenatore                                                                                      |
| - Israel González                                                                               |
| Assistente/i                                                                                    |
| - Thomas Päch - Sebastian Trzcionka Legenda - (C) Capitano - (IN) Inattivo - Infortunato Roster |

## Mercato

### Sessione estiva
| Acquisti | Acquisti      | Acquisti         | Acquisti      | Acquisti |
| R.       | Nome          | da               | Modalità      |          |
| -------- | ------------- | ---------------- | ------------- | -------- |
| P        | Tamir Blatt   | H. Gerusalemme   | fine prestito |          |
| PG       | Stefan Peno   | RASTA Vechta     | fine prestito |          |
| GA       | Yovel Zoosman | Maccabi Tel Aviv | svincolato    |          |
| P        | Jaleen Smith  | R. Ludwigsburg   | svincolato    |          |

| Cessioni | Cessioni          | Cessioni          | Cessioni       | Cessioni |
| R.       | Nome              | a                 | Modalità       |          |
| -------- | ----------------- | ----------------- | -------------- | -------- |
| AP       | Niels Giffey      | Žalgiris Kaunas   | fine contratto |          |
| AG       | Lorenz Brenneke   | Skyl. Francoforte | fine contratto |          |
| P        | Peyton Siva       | N.Z. Breakers     | fine contratto |          |
| AP       | Simone Fontecchio | Saski Baskonia    | fine contratto |          |
| P        | Jayson Granger    | Saski Baskonia    | fine contratto |          |

### Dopo l'inizio della stagione
| Acquisti | Acquisti       | Acquisti   | Acquisti          | Acquisti      |
| R.       | Nome           | da         | Data              | Modalità      |
| -------- | -------------- | ---------- | ----------------- | ------------- |
| AG       | Oscar da Silva | Free agent | 30 settembre 2021 | svincolato    |
| PG       | Stefan Peno    | Prienai    | 1 dicembre 2021   | fine prestito |

| Cessioni | Cessioni    | Cessioni     | Cessioni         | Cessioni    |
| R.       | Nome        | a            | Data             | Modalità    |
| -------- | ----------- | ------------ | ---------------- | ----------- |
| PG       | Stefan Peno | Prienai      | 17 novembre 2021 | prestito    |
| PG       | Stefan Peno | Bilbao Berri | 1 dicembre 2021  | rescissione |